# مايك ليما
مايك ليما (بالإنجليزية: Mike Lima)‏ (23 مايو 1985 في الولايات المتحدة - ) هو لاعب كرة قدم أمريكي في مركز الوسط. لعب مع وسترن ماس بيونيرز.

## وصلات خارجية
- مايك ليما على موقع قاعدة بيانات كرة القدم.إي يو (الإنجليزية)